# Mona Simpson (författare)
Mona Simpson, född 14 juni 1957 i Green Bay, Wisconsin, är en amerikansk författare och biologisk syster till Steve Jobs.